# Ouverture solennelle des Cortes Generales

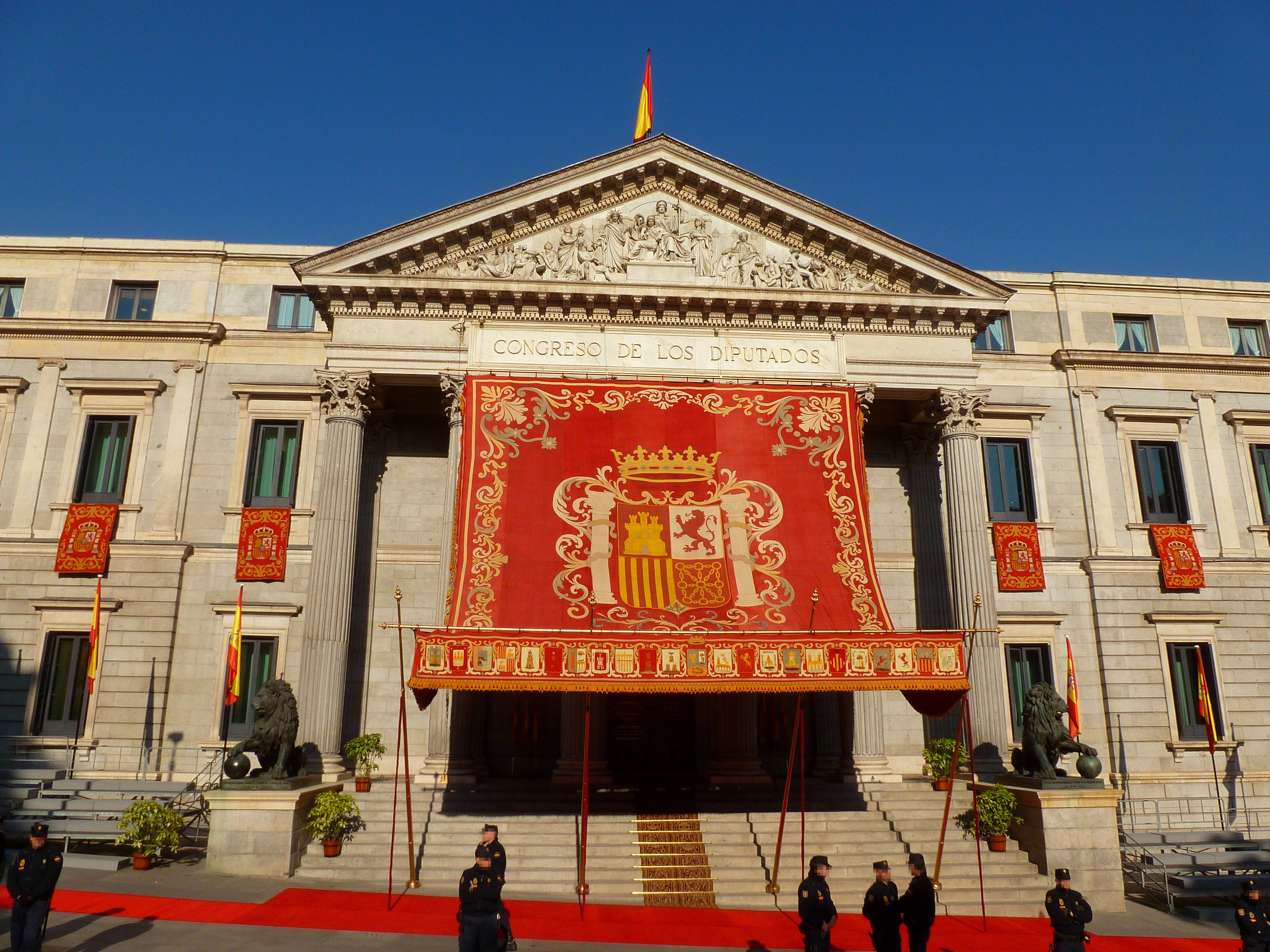
Entrée du palais des Cortès lors de l'ouverture de la (2011).

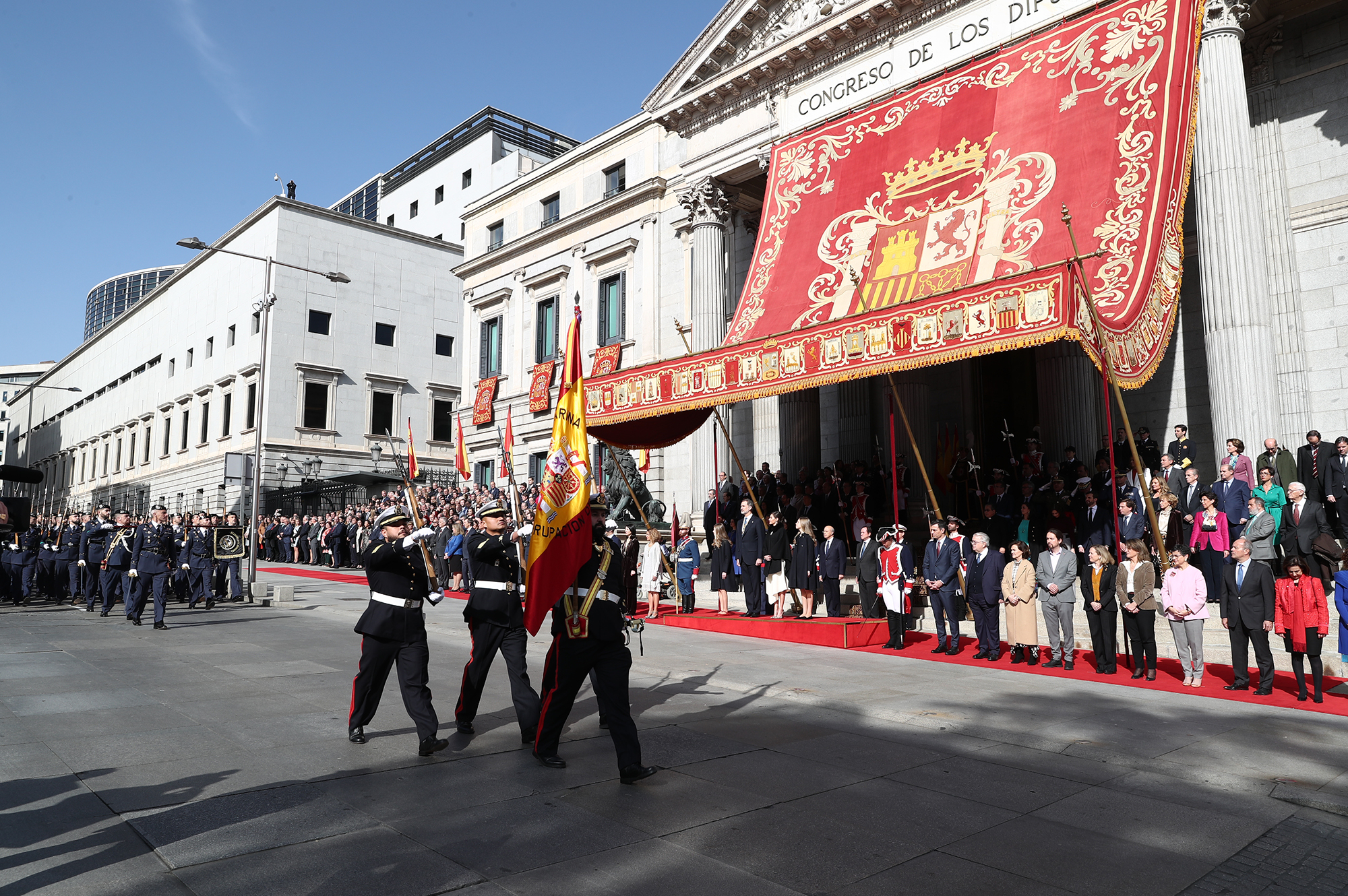
Défilé militaire après l'ouverture de la (2019).

L'ouverture solennelle des Cortes Generales (en espagnol : Solemne Apertura de las Cortes Generales) est un événement politique qui a lieu, en Espagne, environ la deuxième semaine après l'investiture d'un président du gouvernement, à la suite d'élections générales. Tous les députés et sénateurs nouvellement élus, et qui composent les Cortes Generales, ainsi que le nouveau gouvernement, sont convoqués à cet événement, qui a lieu dans la salle du Congrès des députés au palais des Cortès. L'ouverture solennelle se déroule sous haute surveillance, tant à l'intérieur du palais du Cortès qu'à l'extérieur.
Tout d'abord, le roi d'Espagne, avec les médailles d'or du Congrès et du Sénat, arrive au palais des Cortès escorté par l'escorte royale. Il est ensuite reçu par le nouveau président du gouvernement et par le chef d'État-major des armées, puis l'hymne national est joué et le roi passe en revue le bataillon d'honneur composé de membres des trois armées et de la Garde civile. Le monarque et sa famille s'approchent ensuite des marches du palais des Cortès, où ils saluent les nouveaux présidents du Congrès des députés et du Sénat, ainsi que les membres des nouveaux bureaux des deux chambres. Là intervient le moment le plus symbolique de l'événement, à savoir l'ouverture de la porte des Lions (en espagnol : Puerta de los Leones), l'entrée principale du palais qui n'est ouverte qu'en de rares occasions.
Le monarque se rend ensuite dans la salle du Congrès des députés où ont lieu les discours, d'abord celui du président des Cortes Generales puis celui du roi qui termine en proclamant l'ouverture des Cortes Generales pour la législature correspondante. La cérémonie se termine par une série de portraits officiels du roi avec les principales autorités des trois branches du gouvernement, et par les salutations aux invités. À la fin de la cérémonie, un défilé militaire a lieu à l'extérieur du palais des Cortès.